# Разумов, Евгений Зотович
Евгений Зотович Разумов (3 февраля 1919, с. Знаменское, Казанская губерния, Российская империя — 16 февраля 2017, Москва, Российская Федерация) — советский партийный деятель, член Центральной ревизионной комиссии КПСС (1976—1981), член ЦК КПСС (1986—1990); полковник милиции.

## Биография
С 1933 года работал счетоводом в колхозе. В 1935 году окончил педагогический техникум, после чего работал в Козловской семилетней школе — учителем, завучем, затем директором.
В 1938 году поступил на физико-математический факультет Мордовского педагогического института. После 3-го курса в июле 1941 года, с началом Великой Отечественной войны, призван в Красную Армию; учился в Подольском военно-пехотном училище. Будучи курсантом, участвовал в обороне Москвы. В конце 1941 г. курсанты, призванные в армию с выпускных курсов вузов, были возвращены в институты; Е. З. Разумов окончил Мордовский педагогический институт в 1942 г. В том же году вступил в ВКП(б). И является последним скончавшимся  подольским курсантом из военно-пехотного училища.
С июня 1942 года — секретарь Мордовского обкома комсомола, затем — секретарь Саранского городского комитета ВКП(б).
В 1945—1948 годах учился в Высшей партийной школе при ЦК ВКП(б). С 1948 года — на партийной работе в Кемеровской области: заведующий организационным, затем идеологическим отделом областного комитета партии, ответственным редактором областной газеты «Кузбасс». В 1951—1955 гг. — секретарь, в 1955—1960 гг. — второй секретарь, в 1960—1961 гг. — секретарь Кемеровского областного комитета КПСС.  Проживал в Кемерово  в доме 58 (ныне 28) в квартире 20 по улице Н. Островского с 1948 года по 1954 года, а затем с 1954 по 1961 в доме 60 (ныне 30) по улице Н. Островского.
После XX съезда КПСС являлся председателем комиссии Президиума Верховного Совета СССР по пересмотру дел на лиц, осуждённых за политические и должностные преступления (по ряду сибирских тюрем, ИТК и лагерей МВД СССР).
С мая 1961 года работал в аппарате ЦК КПСС:
- 1961—1967 гг. — инспектор, помощник секретаря ЦК КПСС А. П. Кириленко,
- 1967—1983 гг. — заместитель заведующего,
- 1983—1990 гг. — первый заместитель заведующего отделом организационно-партийной работы ЦК КПСС.

В 1987 году решением Политбюро ЦК КПСС был утверждён руководителем рабочей группы по совершенствованию систем управления и сокращению аппарата в союзных республиках; по предложениям рабочей группы было упразднено более миллиона должностей (со снятием их с финансирования).
Избирался членом Центральной ревизионной комиссии КПСС (1976—1981), кандидатом в члены ЦК КПСС (1981—1986), членом ЦК КПСС (1986—1990).
Избирался депутатом Верховного Совета РСФСР V созыва (1959—1963) от Кемеровской области; депутатом Совета Союза Верховного Совета СССР XI созыва (1984—1989) от Кемеровской области.
По воспоминаниям Ю. А. Прокофьева, Разумов выступал против предложений Лигачёва назначить Ельцина секретарём Московского горкома и секретарём ЦК КПСС.
2 ноября1976 года на пленуме Свердловского обкома партии Разумов, выполняя решение ЦК КПСС, рекомендовал избрать первым  секретарём  Свердловского обкома партии Ельцина.
В 1990 году вышел на пенсию; жил в Москве.
Умер 16 февраля 2017 года. Похоронен рядом с супругой на Троекуровском кладбище (участок 8а).

### Семья
Отец — Зот Никифорович Разумов (1895—1951), мать — Ульяна Васильевна Разумова (1895—1990).
Жена — Анна Павловна Разумова (22.07.1918—09.09.2013), преподаватель.
Дети:
- Александр (род. 21.01.1941 - 16.01.2023), философ и журналист,
- Валерий (06.11.1948- 18.05.2018).

## Избранные труды
- Разумов Е. З. Крушение и надежды : Полит. заметки. — М.: Фонд им. И. Д. Сытина, 1996. — 188 с. — 5000 экз. — ISBN 5-86863-052-1.
- Разумов Е. З. Партийные комитеты — органы политического руководства. — М.: Политиздат, 1978. — 255 с. — 70 000 экз.
- Разумов Е. З. Проблемы кадровой политики КПСС. — М.: Политиздат, 1983. — 192 с. — 85 000 экз.

## Награды и звания
- три ордена Трудового Красного Знамени (1957, 1966, 1969)
- Орден Октябрьской Революции (1979)
- Орден Отечественной войны II степени (1985)
- Медаль «За оборону Москвы»
- Медаль «За победу над Германией в Великой Отечественной войне 1941—1945 гг.»
- Медаль «За доблестный труд в Великой Отечественной войне 1941—1945 гг.»
- Медаль «За освоение целинных земель»
- медали
- орден ЦК КПРФ «Партийная доблесть» (2009)[9].